# Лапорт (Колорадо)
Лапорт (енгл. Laporte) насељено је место без административног статуса у америчкој савезној држави Колорадо.

## Демографија
По попису из 2010. године број становника је 2.450, што је 241 (-9,0%) становника мање него 2000. године.
| Група             | 2000.         | 2010.         |
| Белци             | 2.371 (88,1%) | 2.155 (88,0%) |
| Афроамериканци    | 6 (0,2%)      | 15 (0,6%)     |
| Азијати           | 12 (0,4%)     | 10 (0,4%)     |
| Хиспаноамериканци | 217 (8,1%)    | 201 (8,2%)    |
| Укупно            | 2.691         | 2.450         |